# August von Schroeder
August Friedrich Wilhelm Ludwig von Schroeder (* 17. Februar 1842 in Kolberg; † 18. April 1915 in Friedenau bei Berlin) war ein preußischer Generalmajor.

## Leben

### Herkunft
August war ein Sohn des preußischen Majors Friedrich Wilhelm von Schroeder (1796–1873) und dessen Ehefrau Auguste, geborene Ventzki (1812–1890). Sein älterer Bruder Albrecht (1833–1910) wurde ebenfalls preußischer Generalmajor.

### Militärkarriere
Schroeder besuchte die Bürgerschule in Kolberg, die Gymnasien in Stettin und Stargard in Pommern sowie die Kadettenhäuser in Kulm und Berlin. Anschließend wurde er am 17. Mai 1859 als chargierter Portepeefähnrich dem 27. Infanterie-Regiment der Preußischen Armee überwiesen und avancierte bis Mitte September 1860 zum Sekondeleutnant. Von Oktober 1864 bis Juni 1866 war Schroeder zur Dienstleistung bei der Unteroffizierschule nach Potsdam kommandiert. Während des Krieges gegen Österreich nahm er als Zugführer in seinem Regiment an den Schlachten bei Münchengrätz und Königgrätz teil und stieg Ende Juli 1866 zum Premierleutnant auf.
Nach einer kurzzeitigen Verwendung beim Ersatz-Bataillon seines Regiments war Schroeder während des Krieges gegen Frankreich Führer der 6. Kompanie, mit der er sich am Gefecht an der Epte sowie der Belagerung von Paris beteiligte. Ausgezeichnet mit dem Eisernen Kreuz II. Klasse wurde er nach dem Friedensschluss am 10. Februar 1872 als Hauptmann und Kompaniechef in das 5. Pommersche Infanterie-Regiment Nr. 42 versetzt. Mit der Beförderung zum Major wurde Schroeder dem Regiment Mitte April 1884 aggregiert und Mitte März des Folgejahres einrangiert. Vom 14. Juli 1885 bis zum 14. Januar 1889 war er Kommandeur des I. Bataillons und anschließend erfolgte in gleicher Eigenschaft seine Versetzung in das Westfälische Füsilier-Regiment Nr. 37 nach Krotoschin. Mit seiner Beförderung zum Oberstleutnant stieg Schroeder am 24. März 1890 zum etatmäßigen Stabsoffizier auf. Am 29. März 1892 wurde er mit Pension zur  Disposition gestellt und zunächst als Kommandeur des Landwehrbezirks Jüterbog verwendet, bevor er am 28. Juli 1892 den Landwehrbezirk Bernau übernahm. Schroeder erhielt am 16. März 1893 den Charakter als Oberst und wurde Kommandeur des Landwehrbezirks III. Berlin. In dieser Eigenschaft erhielt er den Rang und die Gebührnisse eines Regimentskommandeurs und am 17. Juni 1893 das Patent zu seinem Dienstgrad. Am 22. März 1897 wechselte er in seiner Stellung wieder in den aktiven Dienst, wurde im Januar 1899 anlässlich des Ordensfestes mit dem Kronen-Orden II. Klasse ausgezeichnet und am 18. April 1899 unter Verleihung des Charakters als Generalmajor mit Pension erneut zur Disposition gestellt. Er starb am 18. April 1915 in Berlin-Friedenau.
In seiner Beurteilung von 1. Januar 1898 schrieb der Inspekteur des Landwehrinspektion Berlin, der Generalmajor Becker: „Oberst von Schroeder, von mittlerer Figur, vorteilhafter militärischer Erscheinung und gewandten Formen, ist geistig gut veranlagt.“

### Familie
Schroeder heiratete am 10. Juni 1872 in Gera Elisabeth Edle von Oetinger (1851–1920). Das Paar hatte mehrere Kinder:
- Albrecht (* 1874), Vertreter der Hamburg-Amerika-Linie in Bosten. Er wurde am 10. November 1918 in den sachsen-coburg-gothaschen Freiherrnstand erhoben.
- Margarthe (* 1875) ⚭ 1900 August Freiherr von Oetinger-Barkhaus-Wiesenhütten (* 1875)[2]
- Elisabeth (* 1877), Hofdame der Königin von Bulgarien
- Hedwig (* 1880)

⚭ 1907 (geschieden 1. Juni 1915) Kurt Freiherr von Senden-Bibran (* 1875), preußischer Major a. D.
⚭ 1915 Kurt Graf von Rantzau, Oberst und Kommandeur des Wehrbezirkskommandos Landsberg an der Warthe